# プルートの風船ガム
『プルートの風船ガム』（プルートのふうせんガム、『原題：Bubble Bee』）は、ウォルト・ディズニー・プロダクション（現：ウォルト・ディズニー・カンパニー）が製作した1949年6月24日公開のアニメーション短編映画作品。プルートの短編映画シリーズの一作品である。

## あらすじ
ボールを鼻で弾きながら往来を散歩していたプルートは、ふといい匂いに惹かれ、風船ガムの販売機にたどり着く。何とか取り出そうと苦戦するプルートを尻目に、1匹のハチがコイン投入口の隙間から中にもぐりこみ、内側からレバーを引いて、1個の風船ガムを取り出して飛び立っていく。後をつけたプルートは、ハチが自分の巣に風船ガムを貯めこんでいることを知り、巣を叩き落として全て食べてしまった。そのことに激怒したハチと、プルートの攻防戦が始まった。

## スタッフ
- 製作：ウォルト・ディズニー
- 監督：チャールズ・A・ニコルズ
- 脚本：ミルト・シェーファー、エリック・ガーニー
- 音楽：オリバー・ウォレス
- 背景：ブライス・マック

## 日本での公開

### 収録
- 『夢と魔法の宝石箱 なかよしプルート』（VHS、DHVジャパン）